# Julianna Baggott
Julianna Baggott (Wilmington, 30 settembre 1969) è una scrittrice e poetessa statunitense.

## Biografia
Nata nel 1969 a Wilmington, ha conseguito un Master of Fine Arts alla University of North Carolina at Greensboro.
Nel 2000 ha esordito nella narrativa con il romanzo Tra noi due e in seguito ha pubblicato altri 10 romanzi, 3 raccolte poetiche e 4 opere destinate a ragazzi usando anche gli pseudonimi di Bridget Asher e N.E. Bode.
Professoressa al Vermont College of Fine Arts e all'Università statale della Florida, con Memento. I sopravvissuti, primo volume della Trilogia Pure, ha vinto un  Premio Alex nel 2013.

## Opere

### Romanzi
- Tra noi due (Girl Talk), Milano, Bompiani, 2000 traduzione di Olimpia Gargano ISBN 88-452-4661-2.
- The Miss America Family (2002)
- The Madam (2003)
- Which brings me to you: a novel in confessions (2006)
- My Husband's Sweethearts (2008)
- The Pretend Wife (2009)
- The Provence Cure for the Brokenhearted (2011)
- Harriet Wolf's Seventh Book of Wonders (2015)

### Trilogia Pure
- Memento. I sopravvissuti (Pure), Varese, Giano, 2012 traduzione di Luca Briasco ISBN 978-88-6251-104-9.
- Fuse (2013)
- Burn (2014)

### Letteratura per ragazzi
- The Anybodies (2004)
- The Slippery Map (2007)
- The Amazing Compendium of Edward Magorium (2007)
- The Prince of Fenway Park (2009)
- The Ever Breath (2009)

### Raccolte di poesie
- This Country of Mothers (2001)
- Lizzie Borden in Love: poems in women's voices (2006)
- Compulsions of Silkworms and Bees (2007)

## Premi e riconoscimenti
- Premio Alex: 2013 vincitrice con Memento. I sopravvissuti
- National Endowment for the Arts: 2016[7]